# Ронгерик

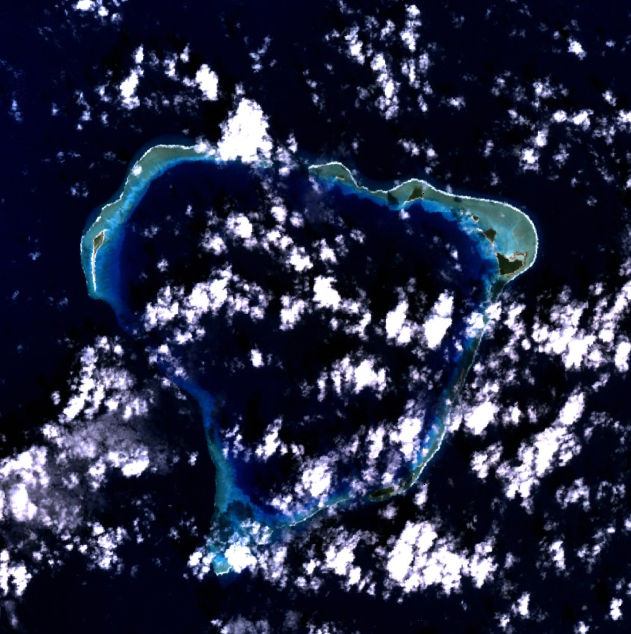
Спутниковый снимок атолла Ронгерик

Ронгерик (англ. Rongerik, Rongdrik, марш. Ron̄dik [rʷɔŋʷ(o͡e)r̪ʲi͡ɯk]) — атолл из 14 островков в Тихом океане в составе цепи Ралик (Маршалловы Острова). Площадь сухопутной части составляет примерно 1,68 км², но прилегающая к нему лагуна имеет площадь 144 км². Необитаем.

## История
В годы Первой мировой войны атолл был частью немецких тихоокеанских территорий и был необитаем. В марте 1946 года Военно-морские силы США эвакуируют сюда 167 жителей острова Бикини в связи с проведением ядерных испытаний на Бикини. Через два года, характеризующихся нехваткой продовольствия, они были переселены сперва на Кваджелейн, а затем на остров Кили.
1 марта 1954 года в результате взрыва на атолле Бикини водородной бомбы (испытание «Кастл Браво») атолл Ронгерик был подвергнут радиоактивному загрязнению.